# Casey Dawson
Casey Dawson (ur. 2 sierpnia 2000 w Park City) – amerykański łyżwiarz szybki, brązowy medalista olimpijski i mistrz świata.
Studiował inżynierię komputerową na Uniwersytecie Utah.

## Wyniki

### Igrzyska olimpijskie
- Pekin 2022
  - 1500 m – 28. miejsce
  - bieg drużynowy – 3. miejsce

### Mistrzostwa świata juniorów
- Salt Lake City 2018
  - 1500 m - 19. miejsce
  - 5000 m - 14. miejsce
  - bieg drużynowy - 6. miejsce
  - sprint drużynowy - 6. miejsce
- Baselga di Pinè 2019
  - 1500 m - 13. miejsce
  - 5000 m - 14. miejsce
  - bieg masowy - 16. miejsce
  - bieg drużynowy - 9. miejsce
  - sprint drużynowy - 9. miejsce
- Tomaszów Mazowiecki 2020
  - 1500 m - 9. miejsce
  - 5000 m - 3. miejsce